# Daniel Cousin
Daniel Cousin (Libreville, 2 februari 1977) is een voormalig voetballer uit Gabon, die als aanvaller speelde.
Cousin kwam uit voor onder andere FC Martigues, Chamois Niort FC, Le Mans UC72 en RC Lens voor hij in 2007 in Glasgow ging spelen. Cousin speelde tot heden 30 interlands voor Gabon waarin hij 9 doelpunten maakte.
In februari 2012 ging een terugkeer bij Rangers FC niet door vanwege de financiële problemen bij de club.

## Carrière
| seizoen   | club                | land        | wedstrijden | doelpunten | competitie                         |
| --------- | ------------------- | ----------- | ----------- | ---------- | ---------------------------------- |
| 1997/98   | FC Martigues        | Frankrijk   | 36          | 5          | Ligue 2                            |
| 1998/2000 | Chamois Niortais FC | Frankrijk   | 46          | 5          | Ligue 2                            |
| 2000/04   | Le Mans UC72        | Frankrijk   | 129         | 44         | Ligue 2 (t.e.m. 2002/03) / Ligue 1 |
| 2004/07   | RC Lens             | Frankrijk   | 101         | 26         | Ligue 1                            |
| 2007/08   | Glasgow Rangers     | Schotland   | 28          | 11         | Scottish Premier League            |
| 2008/10   | Hull City           | Engeland    | 30          | 4          | Premier League                     |
| 2010/11   | AE Larissa          | Griekenland | 36          | 8          | Super League                       |